# Пауъшийк (окръг, Айова)
Окръг Пауъшийк (на английски: Poweshiek County) е окръг в щата Айова, Съединени американски щати. Площта му е 1518 km², а населението - 18 815 души (2000). Административен център е град Мантъзума.